# Galilea (ort i Spanien, Balearerna)
Galilea är en ort i Spanien.   Den ligger i regionen Balearerna, i den östra delen av landet, 500 km öster om huvudstaden Madrid. Galilea ligger 418 meter över havet och antalet invånare är 305. Den ligger på ön Mallorca.
Terrängen runt Galilea är kuperad. Runt Galilea är det tätbefolkat, med 319 invånare per kvadratkilometer. Närmaste större samhälle är Palma de Mallorca, 13,1 km öster om Galilea. 